# NGC 2905
NGC 2905 је део галаксије (на пример сјајан HII регион) у сазвежђу Лав која се налази на NGC листи објеката дубоког неба.
Деклинација објекта је + 21° 31' 7" а ректасцензија 9h 32m 11,8s. Привидна величина (магнитуда) објекта NGC 2905 износи 12,5. Налази се на удаљености од 9,099 милиона парсека од Сунца.